# Мацков, Леонтий Васильевич
Леонтий Васильевич Мацков (16 ноября 1935, Магнитогорск, Челябинская область — 7 декабря 2013, Челябинск) — советский хозяйственный, государственный и политический деятель, Герой Социалистического Труда.

## Биография
Родился в 1935 году в Магнитогорске. Член КПСС с 1959 года.
С 1951 года — на хозяйственной, общественной и политической работе. В 1951—2001 гг. — счетовод, бухгалтер в совхозе «Неплюевский» Карталинского района Челябинской области, каменщик огнеупорной кладки, слесарь-монтажник, бригадир монтажников, мастер центрально-заготовительных мастерских, бригадир слесарей-монтажников Челябинского строительно-монтажного управления (СМУ) треста «Коксохиммонтаж», мастер монтажного участка, слесарь центрально-заготовительных мастерских в Челябинском СМУ треста «Коксохиммонтаж».
Указом Президиума Верховного Совета СССР от 31 мая 1984 года присвоено звание Героя Социалистического Труда с вручением ордена Ленина и золотой медали «Серп и Молот».
Избирался депутатом Верховного Совета РСФСР 11-го созыва.
Почётный гражданин города Челябинска.
Умер в Челябинске в 2013 году.